# Lehkotěžká váha
Polotěžká váha (anglicky Light heavyweight) je váhová kategorie v některých bojových sportech, která následuje po střední a předchází těžké váze.

## Box
V boxu se do polotěžké váhy zahrnují bojovníci mezi 76–79 kg.

## Mixed Martial Arts
V MMA má každá organizace jiný systém třídění, ale ve většině případů je tato kategorie do 93 kg.